# Обыкновенный муравьиный лев
Обыкновенный муравьиный лев (лат. Myrmeleon formicarius) — вид сетчатокрылых насекомых рода Myrmeleon из семейства муравьиные львы (Myrmeleontidae).

## Описание
Длина переднего крыла взрослых особей от 33 до 40 мм (крылья прозрачные с буровато-чёрными жилками), длина брюшка от 20 до 28 мм; усики короткие булавовидные. Личинки живут на песчаных почвах, где роют воронковидные ловчие ямки, на дне которых закапываются и поджидают добычу с открытыми челюстями. Диплоидный хромосомный набор 2n=12 (у самца половые хромосомы XY).
Вид был впервые описан в 1767 году шведским натуралистом Карлом Линнеем.
Таксон Myrmeleon formicarius включён в состав рода Myrmeleon вместе с европейским муравьиным львом (Myrmeleon europaeus) и отнесён к трибе Myrmeleontini из подсемейства Myrmeleontinae.

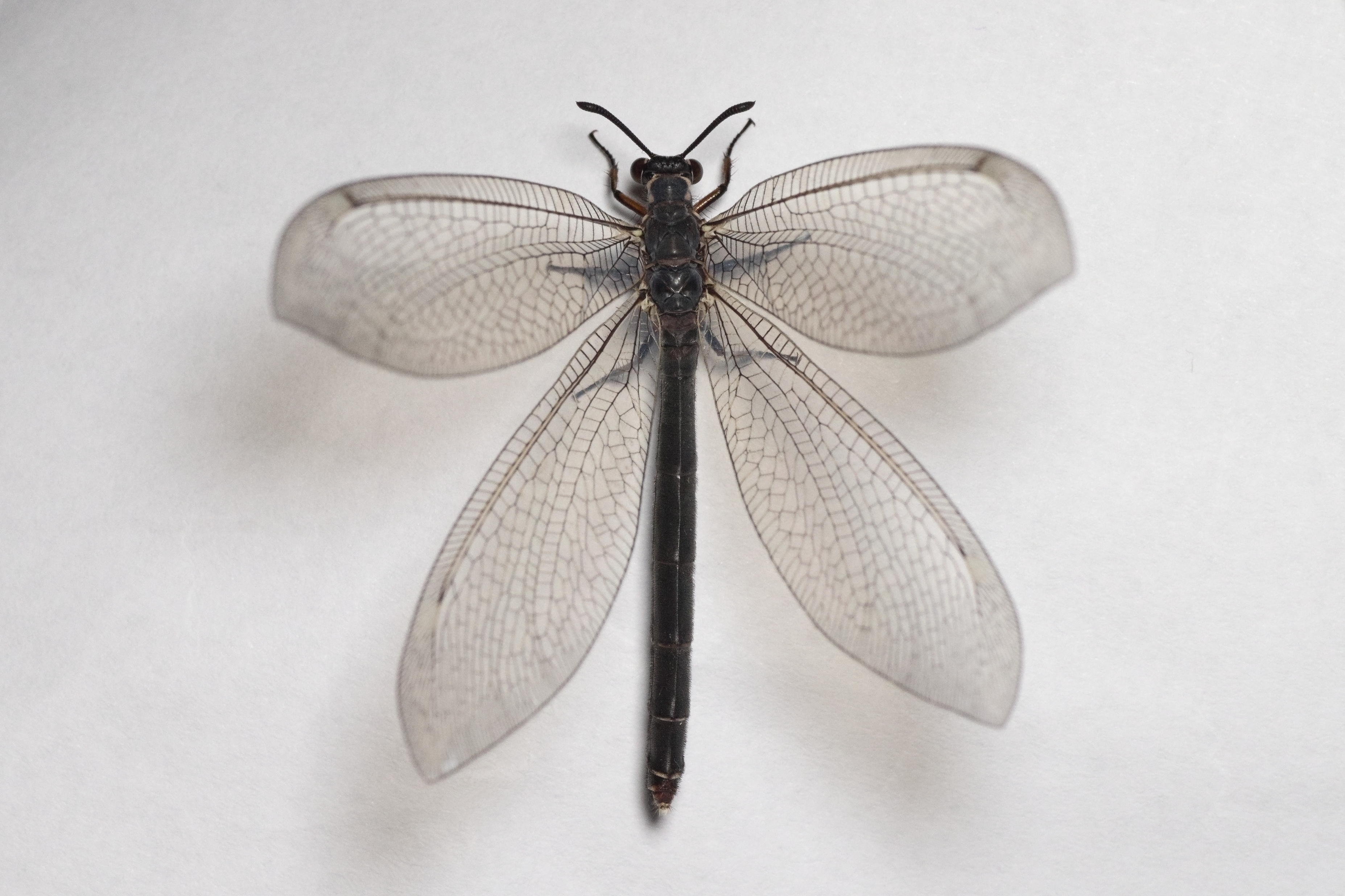
Взрослый муравьиный лев
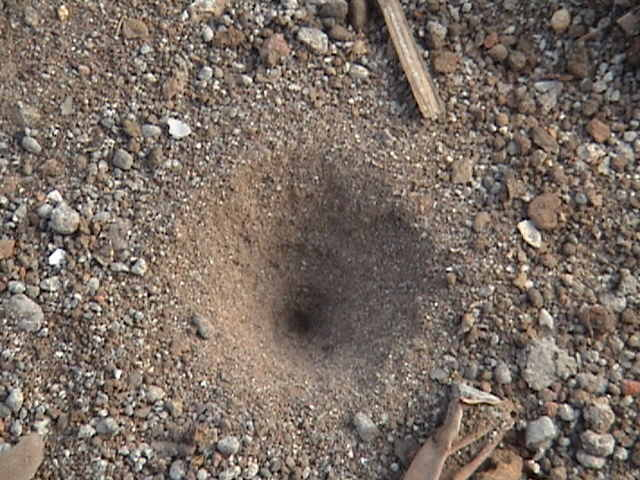
Ловчая ямка личинки
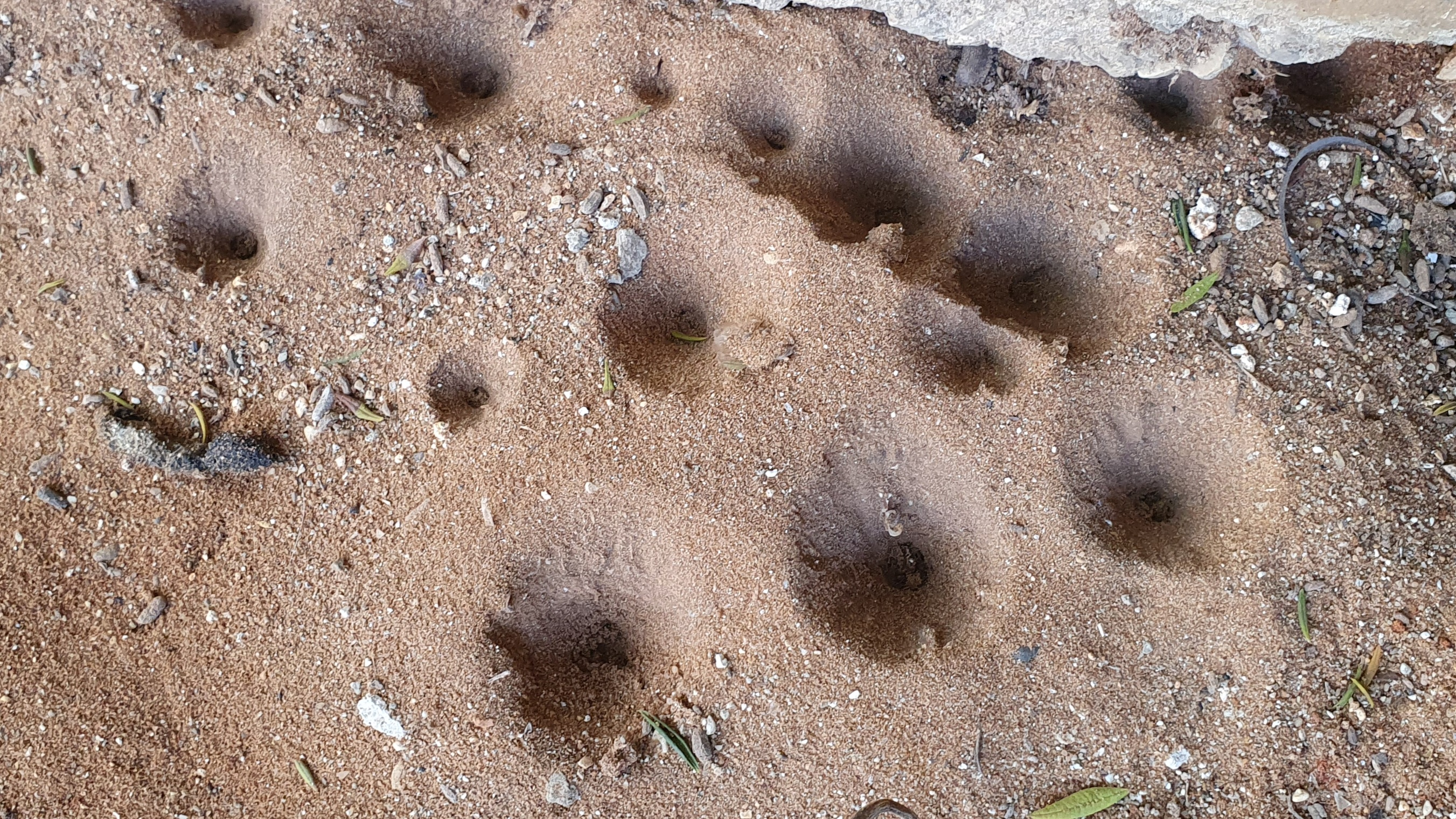
Колония личинок муравьиного льва

## Распространение
Повсеместно в северной Евразии: от Западной Европы до южной Сибири и Дальнего Востока.

## Охранный статус
Включён в несколько региональных Красных книг: Московской, Ленинградской, Вологодской, Калининградской и Ярославской областей, Карелии, Татарстана, Санкт-Петербурга.